# Широкий ліс
Широкий ліс — заповідне урочище.
Розташоване у Краматорському районі Донецької області біля села Єлизаветівка. Статус заповідного урочища присвоєно рішенням обласної ради № XXII/14-38 від 30 вересня 1997 року. 
Площа — 34,9 га. 
Територія урочища — Байрачний ліс і піщані різнотравно-типчаково-ковилові степи, де виростає 5 видів рослин, занесених до Червоної книги України. 